# Typologie morphologique des langues
La typologie morphologique est une branche de la typologie linguistique qui traite de la classification des langues selon leur morphologie, c'est-à-dire la façon dont s'y forment les mots. Elle a été développée par les frères Friedrich et August von Schlegel.
L'échelle correspondante n'est pas absolue, mais continue et relative. Bien qu'il soit difficile de classifier une langue comme purement analytique ou synthétique, il est possible de dire qu'elle est par exemple plus synthétique que le chinois mais moins que le coréen.

## La typologie morphologique dans le monde réel
Chacun des types définis ci-dessous constitue une modélisation. Aucun d'eux n'existe sous une forme pure dans la réalité. Généralement toutes les langues mêlent les différents types, tout en correspondant généralement mieux à une catégorie particulière qu'aux autres.
- L'anglais, tout en étant assez synthétique, présente certaines caractéristiques des langues à flexion interne (voir les exemples ci-dessous).
- Le chinois mandarin, modèle classique des langues analytiques, possède un certain nombre de morphèmes liés.
- Le japonais est agglutinant dans ses verbes, mais nettement isolant dans ses noms.

## Les différents groupes de typologie morphologique
Il existe 2 grands groupes de typologie morphologique : les langues isolantes (dites aussi analytiques) et les langues flexionnelles (qui se subdivisent en plusieurs sous-groupes).
La distinction entre les 2 groupes est fondée sur la possibilité pour un mot de subir des modifications morphologiques :
- sans modification morphologique = langues isolantes

- avec modification morphologique = langues flexionnelles.

## Langues isolantes ou analytiques
Dans les langues analytiques ou isolantes, les modifications morphologiques sont peu nombreuses, voire absentes. La tendance pour les mots est l'absence de flexion. Les catégories grammaticales sont définies par l'ordre des mots (par exemple, inversion du verbe et du sujet dans les phrases interrogatives), ou par l'introduction de mots supplémentaires (par exemple, un mot pour "quelques" ou "de nombreux" au lieu d'une flexion pour le pluriel comme -s en français ou en anglais). 
Chaque mot individuel porte une signification générale (concept racine), les nuances étant exprimées par d'autres mots. Dans une langue isolante, le contexte et la syntaxe sont plus importants que la morphologie. On trouve parmi les langues isolantes certaines des langues extrême-orientales les plus importantes comme le chinois et le vietnamien.

## Les langues flexionnelles
Dans les langues flexionnelles, les mots sont formés d'une racine à laquelle sont accolés un certain nombre de morphèmes supplémentaires. Ces morphèmes peuvent être plus ou moins faciles à distinguer de la racine ; ils peuvent avoir fusionné avec elle ou entre eux, et peuvent aussi s'exprimer par une accentuation, un changement de tonalité, ou par des modifications phonétiques de la racine. 
L'ordre des mots est moins important que dans les langues analytiques, car les mots individuels portent plus de sens. En outre, il y a tendance à concordance entre les diverses parties de la phrase. Dans une langue flexionnelle, la morphologie est plus importante que la syntaxe.
On distingue deux sous-types de langues flexionnelles, selon que les morphèmes y sont ou non clairement différentiables. Ce sont respectivement :
- les langues agglutinantes

- les langues fusionnelles (aussi nommées synthétiques)

Dans l'ancienne terminologie scientifique,  le mot flexionnel ne désignait que les langues synthétiques.

### Langues agglutinantes
Dans ces langues, les morphèmes sont toujours clairement différentiables phonétiquement l'un de l'autre ; les morphèmes liés sont alors des affixes, qui peuvent être identifiés individuellement. Une langue agglutinante a tendance à avoir un plus grand nombre de morphèmes par mot, et à être extrêmement régulière.
Les exemples les plus typiques en sont les langues finno-ougriennes, le turc, le japonais.
ex : 
- en finnois, taloissani («dans mes maisons»), décomposable en talo-i-ssa-ni («maison»-pluriel-inessif-possesseur singulier 1re personne)
- en turc, evlerimde (même sens), décomposable en ev-ler-im-de («maison»-pluriel-possesseur singulier 1re personne-inessif)

### Langues fusionnelles
Dans les langues fusionnelles (également nommées synthétiques), il n'est pas toujours aisé de distinguer les morphèmes de la racine, ou les morphèmes les uns des autres. Plusieurs morphèmes peuvent avoir fusionné en un seul affixe, et les affixes peuvent à leur tour avoir interagi et fusionné. Les morphèmes peuvent également s'exprimer par une accentuation ou un changement de tonalité, qu'il n'est évidemment pas possible de séparer de la racine, ou par des modifications phonétiques internes à la racine (telles que la gradation vocalique ou ablaut).
La plupart des langues indo-européennes sont fusionnelles à des degrés divers.

#### Les langues à flexion interne
Dans ce sous-type des langues fusionnelles, les modifications morphologiques ne se font plus par addition d'éléments à une racine mais par modification de la racine elle-même. On retrouve ce type essentiellement dans les langues sémitiques, où, en général,  la structure consonantique est conservée, et les morphèmes grammaticaux sont exprimés par des modifications vocaliques  (voir racine sémitique).
Exemples : 
- en arabe   kitab ➪ kutub
- en anglais foot ➪ feet
- en anglais man ➪ men
- en breton dant ➪ dent

L'évolution du a en e en anglais ou en breton viendrait d'un ancien pluriel en i, disparu, qui aurait contaminé, c'est-à-dire serré ou fermé la voyelle précédente, dans un souci inconscient de facilité de prononciation.
Certains pluriels bretons ont conservé ce pluriel en i. On observe assez facilement la contamination du i sur la voyelle de la syllabe précédente.
bran → brini (corbeau(x)); bag → bigi (bateau(x))

## Langues polysynthétiques
En 1836, Wilhelm von Humboldt a ajouté une quatrième catégorie aux trois précédentes : les langues polysynthétiques (la première utilisation du terme « polysynthèse » en linguistique revient à Peter Stephen Duponceau qui l'a empruntée à la chimie). Ces langues ont un nombre élevé de morphèmes par mot. Il n'y a pas de limite claire au-delà de laquelle une langue synthétique doit être qualifiée de polysynthétique.
Parmi les caractéristiques propres aux langues polysynthétiques, on trouve :
- une morphologie extrêmement régulière
- la tendance des formes verbales à inclure des morphèmes qui se réfèrent à d'autres arguments que le sujet (polypersonnalisme).

La conséquence de ces deux caractéristiques est la capacité de former des mots qui, dans les langues non-polysynthétiques, équivaudraient à des phrases complètes. De nombreuses langues amérindiennes sont polysynthétiques. L'inuktitut en est un exemple, ce que montre bien le "mot-phrase" suivant : tavvakiqutiqarpiit, qui peut se traduire approximativement par "Avez-vous du tabac à vendre?".